# Герб Рогатинського району
Герб Рогатинський району — офіційний символ Рогатинського району, затверджений 10 вересня 2004 р. рішенням сесії районної ради.

## Опис
На лазуровому щиті вузький срібний вилоподібний хрест. Поверх всього золотий диск, обтяжений лазуровою літерою "Р" та супроводжуваний зверху трьома золотими коронами, 2 і 1.